# Liste von Einnehmerhäusern in Dresden
Akzise- oder Einnehmerhäuser in Dresden waren Gebäude, an denen seit 1703 von der Stadt die Generalkonsumtions-Akzisesteuer, einem Vorläufer der heutigen Mehrwertsteuer, für die Einfuhr von Waren erhoben wurde. Sie befanden sich meist an den alten Einfallstraßen, die ins Weichbild der Stadt Dresden führten. Trotz Aufhebung dieser Akzisesteuer ab 1834 durch die Gründung des Deutschen Zollvereins wurden trotzdem die Ende des 18. Jahrhunderts eingeführten Chausseegelder an ihnen weiterhin erhoben. Per Gesetz wurde 1884 die Aufhebung der Brücken- und Chausseegelder im Königreich Sachsen zum Ende des Jahres 1885 beschlossen, die Einnehmerhäuser anschließend an Private verkauft, von denen sie zu großen Teilen abgebrochen und durch eine Neubebauung ersetzt wurden.

## Akzisehäuser und Hebestellen
Gegenwärtig sind nur noch wenige dieser ehemaligen Zollhäuser erhalten, die in der Regel unter Denkmalschutz stehen. Im Denkmaltext der sächsischen Denkmalliste heißt es dazu: „Nach dem Dresdner Eingangsabgabenregulativ von 1855 waren beim Einbringen in das Stadtgebiet 25 „in- und zollvereinsländische“ Waren einer Abgabe unterworfen: Brot, Backwerk, Bier, Fleisch, Wild, Geflügel, Fische, Vieh, Getreide. In den nachfolgenden Jahren ist dieses Regulativ mehrmals den neuen Bedingungen angepasst worden, aber um 1900 mussten nach wie vor Eingangsabgaben an der Gemeindegrenze entrichtet werden. Daran erinnert neben der Hebestelle Weinbergstraße 1 nur noch der markante Fachwerkbau der 40. Hebestelle an der Pfotenhauerstraße 107. Mitte des 19. Jahrhunderts unterhielt die Stadt acht Hebestellen an den Grenzen der Altstadt, vier an jenen der Neustadt und zwei an denen der Friedrichstadt.“
Gleichwohl gehen diese Einnehmer- bzw. Akzisehäuser historisch weiter zurück, als diese Denkmalbeschreibung. So notierte Fritz Löffler bereits in der ersten Ausgabe seines Werkes Das alte Dresden (Fritz Löffler: Das alte Dresden. Geschichte seiner Bauten. 1. Auflage, Sachsenverlag, Dresden 1956, S. 409), dass diese auf die Einführung der „Generalakzise-Konsumtionssteuer“ von 1703 zurückzuführen seien. Die neuere Forschung datiert diese von diesem Datum noch einmal 200 Jahre, d. h. ins 16. Jahrhundert zurück.
Mit Blick auf die Gesetzeslage im damaligen Königreich Sachsen, in dem am 24. Juni 1884 per Gesetz die Aufhebung der Brücken- und Chausseegelder im Königreich Sachsen zum Ende des Jahres 1885 beschlossen wurde, so dass damit die letzten Schlagbäume entfielen: Hier sind die im Folgenden herangezogenen Denkmalbeschreibungen gelegentlich irreführend, die diese noch für „um 1900“ verorten wollen.
Die Erhebung von Brücken- oder Chausseegeldern – wenngleich ohne Schlagbäume – war historisch jedoch noch bis ins 20. Jahrhundert möglich: So wurde bis zur Eingemeindung von Blasewitz nach Dresden im Jahr 1921 ein „Brückengeld“ für das Überqueren des Blauen Wunders erhoben. Einnehmer- oder Akzisehäuser dafür gab es nie.

## Positionierung
Im Laufe der historischen Entwicklung änderte sich die Lage dieser Kontrollstellen, über die die Stadt erreicht werden konnte. Sie wurden im Rahmen der Stadtentwicklung immer weiter nach außen in die Vorstädte verlagert.

### 1. Phase – Stadttore
Zunächst existierten in der Befestigungsanlage der Stadt zahlreiche Stadttore. Die für den Handel wichtigsten waren:
- Wilsdruffer Tor (Wilsches Tor) von 1313 bis 1811
- Seetor von 1403 bis 1823
- Pirnaisches Tor von 1590 bis 1820
- Frauentor (an der Frauengasse vor der Kirche Unserer Lieben Frauen) von 1297 bis 1549
- Ziegeltor, errichtet um 1550, heute als Teil der Befestigungsanlagen erhalten
- Georgentor (zuvor Elbtor an der Elbbrücke)

und in Altendresden (heutige Innere Neustadt):
- Schwarzes Tor (auch Bautzner Tor oder Lausitzer Tor) bis 1817
- Weißes Tor (auch Leipziger Tor oder Meißner Tor) bis nach 1817

### 2. Phase – Schläge mit Torhäusern
Mit der Anlage der Vorstädte entstanden Torhäuser an den sogenannten Schlägen, die rund um die Innere Altstadt und Innere Neustadt am sogenannten Environweg (entspricht im Westen und Süden dem heutigen 26er Ring) angeordnet waren. Hier waren bis 1885 Schlagbäume errichtet, um das Wege- oder Chausseegeld zu kassieren. Die bekanntesten Schläge in Dresden waren:
- Freiberger Schlag (Ammonstraße Ecke Freiberger Straße)
- Falkenschlag (an der Falkenbrücke)
- Dippoldiswalder Schlag (Reitbahnstraße)
- Dohnaischer Schlag (an der Bürgerwiese)
- Pirnaischer Schlag (ehem. Albrechtstraße)
- Rampischer Schlag (Pillnitzer Straße)
- Ziegelschlag (Ziegelstraße Ecke Schulgutstraße, am Eliasfriedhof)
- Bautzner Schlag (Bautzner Straße)
- Leipziger Schlag (Leipziger Straße/Palaisplatz)
- Ostraschlag (Ostragehege)

Diese Torhäuser existieren bis auf das Torhaus am Palaisplatz (Weißes Tor/Leipziger Schlag) nicht mehr.

### 3. Phase – Akzise- oder Einnehmerhäuser
Diese Hebestellen dienten der Entrichtung des Zolls für eingeführte Waren. Sie wurden weiter nach außen an die Gemeindegrenzen der Vorstädte verlegt. Diese Anlagen sind in der folgenden Liste zusammengestellt.

## Liste von ehemaligen Akzise- oder Einnehmerhäusern in Dresden
| Bild                                    | Bezeichnung                                            | Lage                                                                                   | Datierung                     | Beschreibung | ID       |
| --------------------------------------- | ------------------------------------------------------ | -------------------------------------------------------------------------------------- | ----------------------------- | --- | -------- |
| Weitere Bilder                          | Ehem. Zollhaus (40. Städtische Hebestelle) Johannstadt | Johannstadt, Pfotenhauerstraße 107 (Karte)                                             | 1902 (Zollhaus)               | Akzisehaus unter Denkmalschutz; Steuereinnehmer war Oswald Straßburger (1903) | 09217167 |
| Weitere Bilder                          | Zolleinnehmerhäuschen Blasewitz/Striesen               | Striesen, Kyffhäuserstraße 34 Ecke Hüblerstraße (Karte)                                | um 1872 (Zollhaus)            | Akzisehaus unter Denkmalschutz | 09216759 |
|                                         | Ehem. Zollhaus (3. Städtische Hebestelle) Trachenberge | Trachenberge, Weinbergstraße 1 Ecke Radeburger Straße (Karte)                          | 1898 (Zollhaus)               | Akzisehaus unter Denkmalschutz; Steuereinnehmer war Gottlieb Kunath und Steuereinnehmer-Assistent Carl Mohr (1898) | 09216977 |
| Weitere Bilder                          | Akzisehaus Palaisplatz                                 | Innere Neustadt, Palaisplatz 2 (Karte)                                                 | 1827–1829 (Wachhaus)          | Torhaus unter Denkmalschutz; urspr. zwei Torhäuser am Weißen Tor, errichtet von Gottlob Friedrich Thormeyer | 09214271 |
|                                         | Brückenzoll-Hebestelle; Marienbrücke                   | Wilsdruffer Vorstadt, Devrientstraße 20 (Karte)                                        | 1846–1852 (Brückenwärterhaus) | Brückenhäuschen unter Denkmalschutz; »Städtische Steuer-Einnahme« oder »Städtische Brückenzoll-Hebestelle«, urspr. an der Ostra-Allee/Brückenauffahrt zur Marienbrücke                                                      | 09210291 |
|                                         | Zollhaus Lausa                                         | Weixdorf, Königsbrücker Landstraße 338 / Am Zollhaus (Karte)                           | Anfang 19. Jh. (Chausseehaus) | Chausseehaus Lausa, Zollhaus unter Denkmalschutz | 09283924 |
| Weitere Bilder                          | Einnehmerhaus Freital                                  | Freital, Dresdner Straße 2 (Karte)                                                     | bez. 1828 (Chausseehaus)      | Chausseehaus unter Denkmalschutz; jetzt Museum Das Einnehmerhaus Freital gehört nicht zum Stadtgebiet von Dresden, wird aber aus sachlichen Gründen hier mit aufgeführt.                                                    | 08963867 |
| Weitere Bilder                          | Akzisehaus Stübelallee                                 | Gruna, Stübelallee 4 (Karte)                                                           |                               | Akzisehaus, später Wohnhaus des Gartenmeister des Großen Gartens Otto Kluge (sog. Gärtnerhaus), jetzt Gaststätte |          |
| Weitere Bilder                          | Einnehmerhaus Plauen                                   | Plauen, Chemnitzer Straße 84, Ecke Bienertstraße (Karte)                               | 1845                          | Einnehmerhaus 1845 bis 1872, seit 1882 Gastwirtschaft Bruno Ehrlich, Blumenladen, jetzt wieder Gaststätte |          |
| Direkt Bild zu diesem Denkmal hochladen | Chausseehaus Plauen                                    | Plauen, F.-C.-Weiskopf-Platz (früher Rathausplatz) (Karte)                             | 1844                          | Chausseehaus, errichtet 1844, ab 1872 mit dieser Funktion, 1887 abgebrochen |          |
| Direkt Bild zu diesem Denkmal hochladen | Einnehmerhaus Plauen (Falkenstraße)                    | Plauen, Zwickauer Straße 79 (Karte)                                                    | 1877                          | Einnehmerhaus Falkenstraße, errichtet kurz vor dem Bau der Falkenstraße (Zwickauer Straße), 1936 abgebrochen Das am Anfang auf Dresdner Seite zugehörige Einnehmerhaus für diese Straße war identisch mit dem Falkenschlag. |          |
| Direkt Bild zu diesem Denkmal hochladen | Ehem. Zollhaus (5. Städtische Hebestelle)              | Friedrichstadt, Schäferstraße 103 / Waltherstraße (Karte)                              |                               | 5. Hebestelle bis 1896 |          |
| Direkt Bild zu diesem Denkmal hochladen | Ehem. Zollhaus (5. Städtische Hebestelle)              | Friedrichstadt, Hamburger Straße 57 / Flügelweg (Karte)                                |                               | 5. Hebestelle ab 1896 |          |
| Direkt Bild zu diesem Denkmal hochladen | Einnehmerhaus Briesnitz                                | Briesnitz, Alte Meißner Landstraße / Merbitzer Straße (Karte)                          |                               | 1896 bis 1921 Einnehmerhaus |          |
|                                         | Löbtauer Chausseehaus                                  | Löbtau, Kesselsdorfer Straße 1 / Tharandter Straße (Karte)                             | 1813                          | Löbtauer Chausseehaus, errichtet von Gottlob Friedrich Thormeyer, bis 1885 als Einnehmerhaus genutzt, 1888 abgebrochen, danach Dreikaiserhof; an das Gebäude erinnert der Straßenname der Chausseehausstraße in Löbtau      |          |
| Direkt Bild zu diesem Denkmal hochladen | Akzisehaus                                             | Wilsdruffer Vorstadt, Freiberger Str. 85 (Karte)                                       | 1901                          | Hebestelle bis 1901, zerstört |          |
| Direkt Bild zu diesem Denkmal hochladen | Akzisehaus                                             | Friedrichstadt, Altonaer Straße Ecke Löbtauer Straße (Karte)                           |                               | Akzisehaus am Löbtauer Schlag, zerstört |          |
| Direkt Bild zu diesem Denkmal hochladen | Akzisehaus                                             | Große Zwingerstraße 7 / Schweriner Straße / Postplatz (Karte)                          |                               | Akzisehaus, um 1900 Gaststätte, ab 1910 Stadtrestaurant Gambrinus |          |
| Direkt Bild zu diesem Denkmal hochladen | Chausseehaus Räcknitz                                  | Räcknitz, Bergstraße 122 Ecke Kohlenstraße (Karte)                                     | 1847                          | Einnehmerhaus Hermann Geithel bzw. Gustav Huhn, 1981 abgebrochen |          |
|                                         | Chauseehaus Loschwitz                                  | Loschwitz, Bautzner Straße 177 (früher Dresdner Straße 5) Ecke Fischhausstraße (Karte) | 1785                          | 1912 abgebrochen |          |
| Direkt Bild zu diesem Denkmal hochladen | Hebestelle Mordgrundbrücke                             | Loschwitz, Schillerstraße 28 (Karte)                                                   |                               | später als Trinkhalle genutzt, zerstört |          |
|                                         | Chausseehaus Pillnitz                                  | Pillnitz, Lohmener Straße (Karte)                                                      | 1801/1900                     | |          |
| Direkt Bild zu diesem Denkmal hochladen | Ehem. Zollhaus (53. Städtische Hebestelle)             | Kaditz, Rankestraße 76 (Karte)                                                         |                               | [ 8 ] |          |
| Direkt Bild zu diesem Denkmal hochladen | Zollstation                                            | Johannstadt, Fetscherplatz (früher Fürstenplatz) (Karte)                               |                               | 1893 abgebrochen |          |
| Direkt Bild zu diesem Denkmal hochladen | Akzisehaus Strehlen                                    | Strehlen, Strehlener Platz 1 (Karte)                                                   |                               | Akzisehaus am Strehlener Platz, um 1930 abgebrochen |          |